# Cenischia
Il Cenischia (la Cenise in francese) è un breve torrente che percorre la Val Cenischia ed è affluente di sinistra della Dora Riparia. La sua parte più a monte scorre in Francia, mentre più a valle il suo bacino interessa la Provincia di Torino.
Divide, insieme alla Dora Riparia, le Alpi Graie (a nord-est) dalle Alpi Cozie (a sud-ovest).

## Corso del torrente
Nasce nei pressi del colle del Piccolo Moncenisio in territorio francese. Le sue acque sono poi sbarrate da una grande diga e formano il lago del Moncenisio.
 Entrando in territorio italiano attraversa dapprima il comune di Moncenisio, poi quelli di Novalesa e di Venaus, scendendo in genere con un andamento da nord a sud.
A valle del capoluogo di Venaus, il torrente piega decisamente verso est e dopo aver segnato per un certo tratto il confine tra Mompantero e Susa devia infine nuovamente verso sud e va a confluire nella Dora Riparia appena ad est del centro di Susa.
In quest'ultimo tratto viene scavalcato dalla Strada statale 25 del Moncenisio.

Il suo bacino ha un perimetro di 56 km.

## Principali affluenti
- In sinistra idrografica:

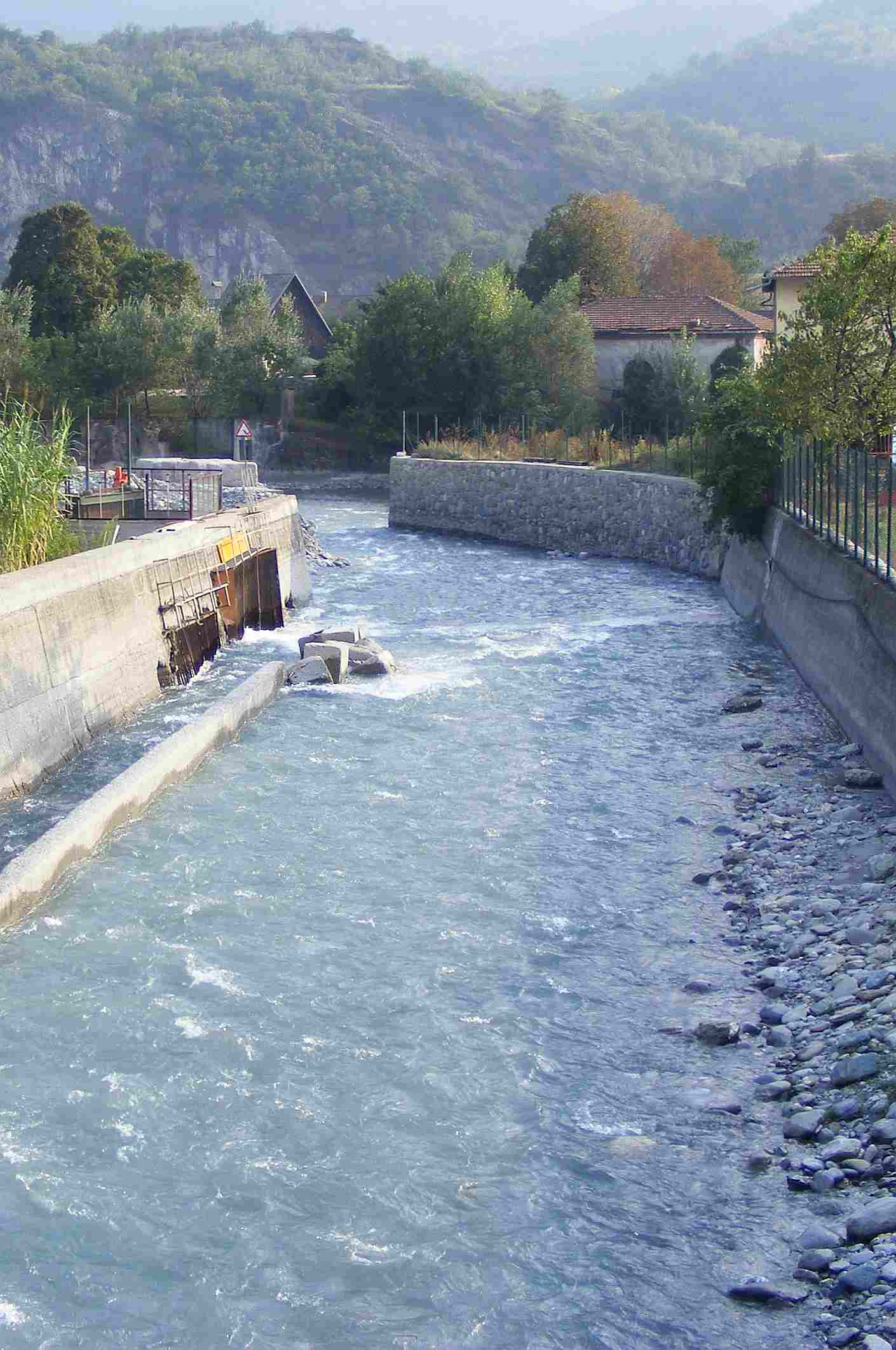
Il Cenischia a Susa

  - Rio Vitoun: nasce dalla punta Marmottere e, dopo aver cambiato il proprio nome in Rio Groglio, sfocia nel Cenischia poco a monte di Novalesa;
  - Torrenti Marderello e Crosiglione: raccolgono le acque che scendono dal versante occidentale del Rocciamelone e confluiscono nel Cenischia tra Novalesa e Venaus.
- In destra idrografica:
  - Rio Tiglieretto e Rio della Croce: drenano il versante est della punta Mulatera e terminano nel Cenischia tra Novalesa e Venaus.[3]

## Regime idrologico
Il regime idrologico del torrente è pesantemente influenzato dalla presenza della diga del Moncenisio, realizzata per scopi idroelettrici; anche a valle del grande invaso sono poi presenti numerose opere minori di regimazione idraulica.